# Streekmuseum De Zilverreiger
Het Streekmuseum De Zilverreiger is een heemkundig museum in de tot de Antwerpse gemeente Bornem behorende plaats Weert, gelegen aan Scheldestraat 18.
Het initiatief tot oprichting van dit museum vond plaats in de jaren '60 van de 20e eeuw. In 1969 werd het museum geopend.
Het museum is gespecialiseerd in de kunst van het vlechten, met name de mandenmakerij, maar ook alle andere vlechttechnieken komen aan bod, evenals een overzicht van de duizenden jaren oude technieken van het vlechten. Daarnaast wordt het leven van de mandenmaker toegelicht. De mandenmakerij was in de omgeving van Weert een wijdverbreid ambacht dat vooral tussen 1850 en 1970 van groot belang was.